# Opistophthalmus lamorali
Espèce
Opistophthalmus lamorali est une espèce de scorpions de la famille des Scorpionidae.

## Distribution
Cette espèce est endémique de Namibie. Elle se rencontre dans les régions d'Erongo et de Kunene.

## Description
Opistophthalmus lamorali mesure de 65 à 85 mm.

## Étymologie
Cette espèce est nommée en l'honneur de Bruno H. Lamoral.

## Publication originale
- Prendini, 2000  : Chelicerata (Scorpiones). Dâures – Biodiversity of the Brandberg Massif, Namibia, Cimbebasia Memoir, vol. 9, p. 109-120.